# Operation Periwig

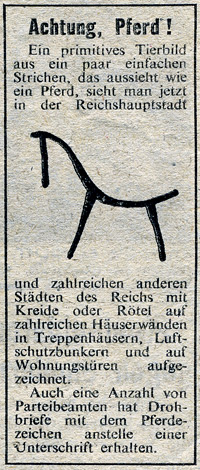
Ausschnitt eines Artikels in der deutschen Truppenzeitschrift Nachrichten für die Truppe vom 7. Februar 1945

Die Operation Periwig war eine Maßnahme operativer Information, die während des Zweiten Weltkrieges ab November 1944 vom britischen Special Operations Executive (SOE) geplant und durchgeführt wurde. Ziel war es, durch Vortäuschen von Widerstandsbewegungen innerhalb des deutschen Machtgebiets eine Indoktrination des NS-Regimes durchzuführen.
Zu Beginn des Krieges war den britischen Geheimdienstbehörden bewusst, dass der Aufbau einer tatsächlichen Widerstandsbewegung in Deutschland praktisch nicht zu realisieren war. Aufgrund der fast unüberwindlichen Überwachung durch die deutschen Sicherheitsorgane hielt man es für aussichtslos, die Organisation einer solch komplexen Struktur zu wagen, zumal gleich in der Anfangsphase des Krieges sämtliche in Deutschland eingesetzten britischen Agenten enttarnt und verhaftet wurden.
In Zusammenarbeit mit dem Political Warfare Executive (PWE) sowie dem Secret Intelligence Service (SIS) wurde daher der Plan entwickelt, eine entsprechende Widerstandsbewegung zu erfinden. Durch diese Maßnahme sollten die deutschen Sicherheitsorgane in praktisch nutzlose Aktivitäten verwickelt werden, um den vermeintlichen Widerstandskämpfern auf die Spur zu kommen. Dies sollte Verwirrung stiften und wichtige Ressourcen binden. Auch hoffte man – nachdem möglicherweise etwas in der deutschen Bevölkerung über derartige Widerstandsbewegungen durchgesickert war – auf tatsächliche Unterstützung des einen oder anderen mutigen Deutschen.
Im November 1944 wurden durch die Planungsgruppe der Operation Periwig insgesamt acht unterschiedliche Szenarien für eine hypothetische Widerstandsbewegung ausgearbeitet. Dazu wurden Personenkreise innerhalb der Wehrmacht, der Partei und Polizei, der Römisch-Katholischen Kirche, der Industriellen, der Industrie- und Minenarbeiter, der ausländischen Arbeitskräfte, von Separatisten sowie Angehörigen der Reichsbahn als mögliche Widerstandskämpfer angedacht.
Als Beispiel sollte die Widerstandsbewegung der Wehrmacht ihr Hauptquartier in Berlin zugewiesen bekommen. Danzig, Dresden, Hamburg, Nürnberg und andere bedeutende Städte in Deutschland wurden als weitere Standorte von Widerstandszellen erfunden. Alle Zellen sollten durch regulären Wehrmachts- als auch über persönlichen Kontakt miteinander verbunden sein. Das unter britischer Kontrolle befindliche Büro der Wehrmachts-Widerstandsbewegung in London hätte dabei ständigen Kontakt mit dem Hauptquartier in Berlin. Zwei ausgesuchte deutsche Kriegsgefangene würden Aktivitäten in Deutschland zwischen den einzelnen Zellen ausüben und auf unterschiedlichste Art und Weise mit Großbritannien kommunizieren können. Ferner sollten zahlreiche weitere als Agenten eingesetzte Personen in der Lage sein, eine regelmäßige Verbindung mit London aufrechtzuerhalten. Analog dazu arbeitete man für alle anderen hypothetischen Widerstandsbewegungen ähnliche Vorgehensweisen aus, wie sie auch von tatsächlich existierenden Widerstandsgruppen erwartet worden wären.
Um die vermeintliche Widerstandsbewegung in Deutschland bekannt zu machen, dachte man sich geeignete Täuschungsmaßnahmen aus. Dazu sollten zum Beispiel Container mit Waffen, Munition, Propagandamaterial, Lebensmittel und ähnlichem über ausgedachte Versorgungspunkte der angeblichen Widerständler per Flugzeug abgeworfen werden.
Als der Plan zur Durchführung der Operation im Januar 1945 konkretere Formen annahm, erhoben sich Einwände vor allem durch den SIS, der fürchtete, dass eigene Pläne zur Indoktrination des Feindes durch Periwig durchkreuzt werden könnten. Ein vermeintliches Unterstützen hypothetischer Widerstandszellen könne tatsächlich vorhandene Anti-Nazi-Gruppen in Deutschland gefährden. Als jedoch ab Mitte Februar 1945 die Bedenken des SIS zerstreut wurden, konnte die Operation Periwig starten, was mit manipulierten Funksprüchen nach Deutschland begann. Ab dem 21. Februar 1945 wurden erste Behälter mit vermeintlichen Versorgungsgütern und gefälschten Informationsmaterialien für die angeblichen Widerstandszellen per Flugzeug abgeworfen. Diese Einsätze wurden jedoch ab Mitte März 1945 wieder eingestellt, da die Supreme Headquarters Allied Expeditionary Force (SHAEF) fürchtete, die Gestapo könne derartige Abwürfe von Waffen oder Material in der Nähe von Kriegsgefangenenlagern dazu missbrauchen, die Ermordung alliierter Gefangener durchzuführen.
Anfang bis Mitte April 1945 wurden schließlich noch einige vertrauenswürdige deutsche Kriegsgefangene als vorgebliche Agenten über deutschem Gebiet abgesetzt. Dort sollten sie unterschiedliche konspirative Tätigkeiten für die angeblichen Widerstandszellen ausüben. Den kriegsgefangenen Soldaten war dabei nicht bekannt, dass diese Zellen in Wahrheit nicht existierten.

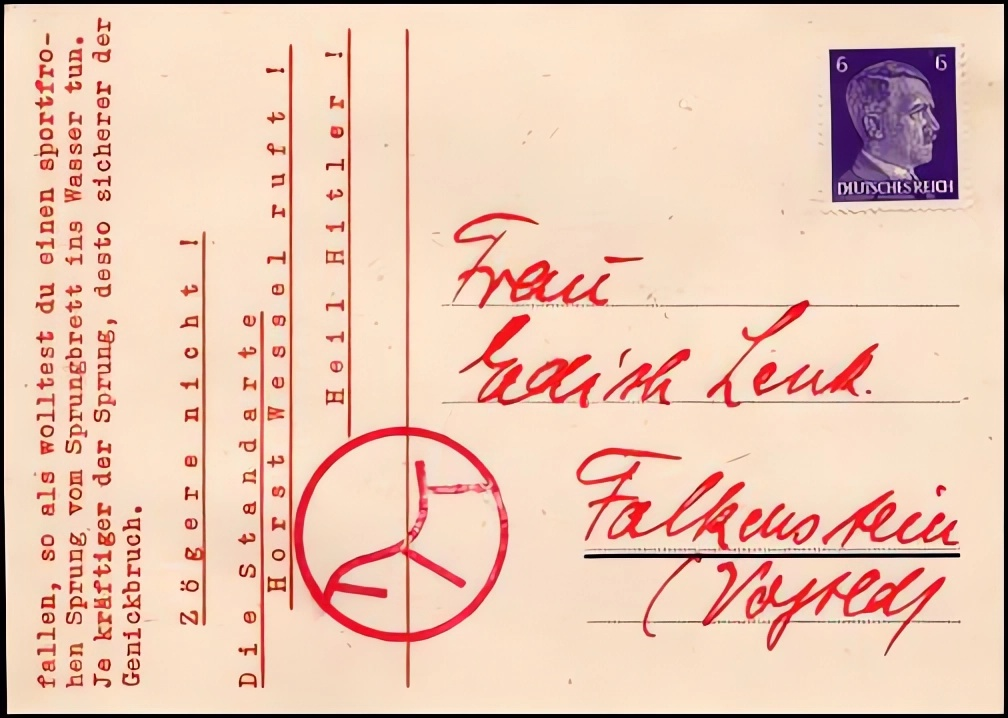
Im Rahmen der Operation Periwig verschickte Propagandapostkarte, die zum Selbstmord des Empfängers auffordert

Zur Unterstützung des SOE für Periwig übernahm das PWE ab März 1945 einige Aufgaben, die mit dem Druck von Propagandamaterial in Verbindung standen. Nachdem für die Operation eine neue Widerstandszelle mit dem Namen „Rotes Pferd“ (Red Horse) erfunden worden war, verbreitete die PWE auch gedrucktes Material mit dem Pferdesymbol der vermeintlichen Widerstandsgruppe. Das angebliche Ziel dieser Gruppe war die Exekution von hochrangigen Nazi-Funktionären. Um diesem Ziel mehr Aufmerksamkeit in der deutschen Bevölkerung zu verschaffen, wurden einerseits Agenten beauftragt, dieses Pferdesymbol an unterschiedlichen Gebäuden bzw. Objekten anzubringen, andererseits verschickte man Postkarten an prominente Deutsche, die bedrohlich wirkende Texte enthielten sowie das Rote-Pferd-Symbol zeigten. So wurden die Empfänger zum Beispiel aufgefordert, Selbstmord zu begehen, mit der versteckten Bedeutung, dass dies ehrenvoller sei, als von der Widerstandsgruppe „Rotes Pferd“ liquidiert zu werden.
Am 7. März 1945 erschien im deutschen Wehrmachtsmagazin Nachrichten für die Truppe ein Artikel mit der Überschrift Sonderbewachung für bedrohten Gauleiter. Darin wurde beschrieben, dass für den Schutz des 37-jährigen Gauleiters von Westfalen-Süd, Albert Hoffmann, zusätzlich drei gepanzerte Fahrzeuge und 24 Männer des NSKK unter der Leitung des Majors Ludwig Läubl eingesetzt werden. Dieser zusätzliche Aufwand sei erforderlich, da in letzter Zeit zahlreiche Parteimitglieder im Rhein-Ruhr-Gebiet liquidiert worden sind. Man glaube, dass Gauleiter Hoffmann einer der nächsten Kandidaten für einen Mordanschlag sei. Dieser Beschreibung folgte eine Liste von NS-Mitgliedern, die bereits liquidiert worden sind und endete mit dem Text, dass nun auch der Bürgermeister von Bochum, Dr. Piclum, spurlos verschwunden sei. Auch dieser habe mehrere Drohbriefe erhalten, die als Unterschrift lediglich das Rote-Pferd-Symbol zeigten.

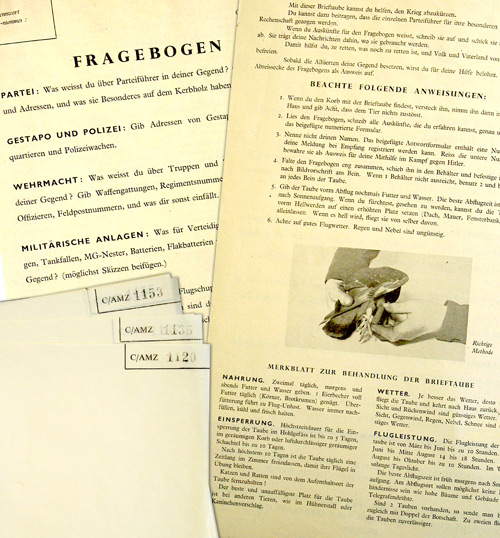
Fragebogen, der sich in Kapseln an Taubenbeinen befestigt, befand

Die letzte Aktion der Operation Periwig bestand in dem außergewöhnlichen Plan, Brieftauben als Spionagehelfer einzusetzen. Dazu wurden ab dem 4. April 1945 Tauben in an Fallschirmen befestigte Container gepackt. Diese Behälter wurden anschließend über feindlichem Gebiet abgeworfen. An einem Taubenbein wurde eine kleine Kapsel befestigt, die einen Fragebogen, einen Bleistift und Anweisungen enthielt, die für eine sichere Rückkehr der Tauben nach England sorgen sollten. Ziel war es, dass die Tauben in deutschen Ortschaften landeten, dort von kooperativen Bewohnern aufgefunden und die Fragen beantwortet worden wären. Danach sollten sie mit den gewonnenen Informationen – beispielsweise Truppenstärken in der Nähe der Ortschaft – wieder zurück nach England geschickt werden. Von insgesamt 330 eingesetzten Tauben kehrten nur neun nach England zurück, zwei verflogen sich nach Frankreich. Bei den heimgekehrten Tauben enthielten fünf Kapseln Rücksendenachrichten, wobei nur eine brauchbar war.
Insgesamt wird die Operation Periwig als Fehlschlag angesehen. Abgesehen von den starken Einschränkungen, die durch den SIS sowie die SHAEF auferlegt worden sind, kamen die Aktionen während des Krieges auch zu spät. Durch eine frühere Planung, freie Hand in den Aktionen sowie volle Unterstützung anderer Geheimdienstinstitutionen, hätte möglicherweise die Operation Periwig einen bedeutenden Beitrag zum Sturz des NS-Regimes leisten können.